# Birgir Borgþórsson
Birgir Þór Borgþórsson (ur. 2 listopada 1958) – islandzki ciężarowiec.

## Kariera
Uprawia podnoszenie ciężarów od 13 roku życia. Profesjonalną karierę rozpoczął w 1977.
W 1980 wystartował na igrzyskach olimpijskich, na których wystartował w wadze ciężkiej (90-100 kg). Zajął 12. miejsce z wynikiem 330 kg w dwuboju (147,5 w rwaniu + 182,5 w podrzucie). Był najstarszym islandzkim ciężarowcem i chorążym kadry na tych igrzyskach.

## Życie prywatne
Po zakończeniu kariery pracował m.in. w zarządzie krajowego związku podnoszenia ciężarów, a także był kasjerem.